# ハワード・アーマン
ハワード・アーマン（Howard Arman、1954年 - ）は、イギリスの合唱指揮者およびオペラ芸術監督。ロンドン出身。
2011年から2016年までルツェルン歌劇場の音楽監督兼首席指揮者を務めた。 また、ルツェルン音楽院の指揮科で教鞭も執っている。2017年からはバイエルン放送合唱団の音楽監督を務めている。 

## 来歴
ロンドンのトリニティ・カレッジで学んだ後、 イギリス国内の主要な合唱団を指揮していたが、1981年にオーストリアおよびドイツに活動拠点を移した 。 
北ドイツ放送合唱団、南西ドイツ放送合唱団、ベルリンRIAS合唱団など、世界的に著名な放送局の合唱団を指揮しており、1983年から2000年まではザルツブルク・バッハ合唱団を率いていた。1998年から2013年までライプツィヒ中部ドイツ放送 （MDR）合唱団の音楽監督を務めた  。ヘンデル祝祭管弦楽団の編成および同楽団での活動が認められ、1996年にハレ・ヘンデル音楽賞を授与されている。 
2017年にバイエルン放送合唱団の音楽監督に就任した。